# فریدام، پنسیلوانیا
فریدام، پنسیلوانیا (به انگلیسی: Freedom, Pennsylvania) یک سکونتگاه مسکونی در ایالات متحده آمریکا است که در شهرستان بیور، پنسیلوانیا واقع شده‌است.

## خصوصیات
فریدام  ۱٬۵۶۹ نفر جمعیت دارد و ۲۵۲٫۰۷ متر بالاتر از سطح دریا واقع شده‌است.